# 39-й отдельный мотострелковый батальон Днепр-2
39-й отдельный мотопехотный батальон (39 ОМПБ, пп В1603) — военное формирование Сухопутных войск Вооруженных сил Украины численностью в батальон, существовавшее в 2014—2016 годах.
Батальон был создан в мае 2014 как добровольческий 39-й батальон территориальной обороны «Днепр-2» из жителей Днепропетровской области. Бойцы батальона принимали участие в ожесточенных боях за Иловайск в августе 2014 года.
Расформированный в 2016 году, на его базе создан батальон охраны 55-й отдельной артиллерийской бригады.

## История

### Создание
После завершения формирования в области 20-го БТрО, Днепропетровская ОГА обратилась в Миноборону Украины с предложением создать еще два батальона территориальной обороны. Геннадий Корбан, заместитель тогдашнего Председателя местной ОГА Игоря Коломойского, сообщил 10 мая, что было получено разрешение Минобороны на их создание, а также призвал патриотически настроенных граждан пополнить их ряды.

### В зоне боевых действий
В течение мая личный состав 39 БТР прошел подготовку по тактике действий стрелкового подразделения. Произошло боевое согласование отделений, взводов и рот; были проведены практические стрельбы из штатного вооружения.
В начале июня БТрО отбыл в зону боевых действий. Сначала бойцы батальона несли службу на блокпостах второй линии АТО, а с конца июня приняли участие в боевых действиях на передовой в районе Донецка. К тому времени подразделение имело на вооружении преимущественно легкое стрелковое оружие.
В июле личный состав 39 БТрО выполнял задачи под Волновахой. 21 июля 2014 вечером возле поселка Каменка на блокпост украинских сил заехал микроавтобус, начиненный взрывчаткой, и взорвался. Погибли пять военнослужащих, среди них старший сержант Константин Буша и старший сержант Игорь Волошин, сержант Юрий Кривсун, старший солдат Александр Загородний, солдат Александр Калаянов.
В конце июля солдаты 39 БТрО вместе со спецназовцами батальона «Азов» освободили город Новый Свет и взяли под охрану Старобешевскую ТЭС. В начале августа стрелковая рота 39 БТрО была вовлечена в операцию по освобождению Иловайска в секторе «Б».

### Под Иловайском
1 августа стрелковая i охранная роты 39 БТрО были переброшены в район Многополья между Иловайском и Кутейниковым, где они образовали базовый лагерь . Были выставлены несколько блокпостов, среди которых был блокпост №3906 (6-й блокпост 39 батальона) в 5 км от Иловайска. Службу на блокпосте несли солдаты 1-го и 2-го взводов 1-й стрелковой роты и пятеро зенитчиков при ЗУ-23, вместе 37 человек. Третий взвод 1-й роты дежурил на блокпоста № 3905 – около 30 человек. На блокпосту 3904 г. несла службу 2-я охранная рота, 25-30 солдат.
24 августа два взвода 1-й стрелковой 39 БТрО попали в окружение.[8] Начались ежедневные обстрелы из артиллерии и минометов. По словам Юрия Лысенко, личный состав блокпоста 3905 попал в плен, а блокпост 3904 был почти полностью уничтожен, и из него вернулись только четверо человек. В тот же день на блокпосту № 4 вблизи села Нововодвирское в районе города Моспино — пгт Новый Свет (Старобешевский район) погибли сержант Юрий Сагайдак, солдаты Владимир Шевченко и Владимир Яровой.
25 августа, по словам Юрия Бутусова, личный состав 39 БТрО организовал огневую засаду, в которую попало подразделение 8-й мотострелковой бригады РФ. В плен был взят раненый русский солдат.

### Переформатирование
После отдыха, доукомплектации и получения техники в сентябре-октябре, 39 БТрО был в ноябре откомандирован на усиление луганской группировки Вооруженных сил Украины. Солдаты батальона встали на боевое дежурство на блокпостах вокруг Северодонецка. В ноябре 2014 года БТрО был реорганизован в 39-й отдельный мотопехотный батальон и передан в состав 55-й отдельной артиллерийской бригады.
9 ноября 2014 года во время выполнения боевого задания погиб солдат Гаврилко Василий Николаевич. 10 декабря 2014 г. к военным на блокпосту обратились люди в форме работников Луганского энергетического объединения и попросили помощи в ремонте ЛЭП. Военные, не проверив документы, поехали помогать. Вблизи села Кряковка автомобиль был расстрелян террористами из засады, тогда погиб старший сержант Игорь Удовицкий и сержант Владимир Коновалов, еще один был ранен.11 декабря 2014 года от ранений скончался солдат Андрей Цвитненко. 8 февраля 2015-го погиб при выполнении боевой задачи в Сватово солдат Евгений Пономаренко.
2 января 2016 года при выполнении боевой задачи погиб солдат 39-го батальона Михаил Нетесюк. 20 марта два бойца 39-го отдельного мотопехотного батальона погибли, взорвавшись на мини в промышленном районе Авдеевки - старший солдат Александр Павенский и командир роты капитан Петр Карташов. 13 мая умер во время несения службы у города Димитров солдат Кожушный Руслан Владимирович. В ночь на 22 мая 2016 года погиб от многочисленных осколочных ранений во время артиллерийских обстрелов террористами Авдеевки сержант Виталий Драньчинков.

### Расформирование
Расформированный в 2016 году, на его базе создан батальон охраны 55-й отдельной артиллерийской бригады.Погиб в ночь с 18 на 19 февраля 2017 года в результате обстрела блиндажа солдат Меркулов Андрей Юрьевич.3 сентября 2017 во время несения службы в районе города Авдеевка погиб старший солдат Серченко Владимир Леонидович.